# Hélène (impératrice romaine)
Pour les articles homonymes, voir Hélène.
Hélène (morte en 360 à Vienne) est l'épouse de l'empereur romain Julien (332-363). Elle devient sa femme en 355 à Rome.

## Rôle
Elle fut brièvement impératrice consort en 360. Elle est morte avant la résolution du conflit avec Constance II.

## Famille
Elle était la fille de Constantin Ier et de Fausta, et la sœur de Constantin II, Constance II, Constant Ier et Constance. Hélène était également la cousine de son mari.